# Jonathan López Pérez
Jonathan López Pérez (nacido el 16 de abril de 1981 en Riaño (Langreo), Principado de Asturias), conocido simplemente como Jonathan o Jona, es un jugador ya retirado , que tuvo una dilata carrera entre primera y segunda división .

## Trayectoria
Nacido en Riaño (Langreo), Asturias, Jonathan es un producto de la cantera del Valencia CF. jugando cuatro temporadas con los reservas en ligas inferiores y también hubo de ser cedido dos veces al CD Numancia y al Real Oviedo,
Jonathan terminó su contrato con el Valencia después de un préstamo al Córdoba CF en Segunda División A, firmando con el Albacete Balompié y empezando la mejor parte de su carrera.
En la temporada 2009-10 Jonathán tuvo su primer contacto con el fútbol de primera división, uniéndose a Levadiakos FC de Grecia, pero queda libre al final de la campaña sin aparecer en un solo partido oficial. Luego regresó a la segunda b de su país, representando sucesivamente al CD Roquetas y al Burgos CF.
Otra vez como agente libre, Jonathan regresó a Grecia y en el verano de 2012, firma con el Veria FC de la Superliga. Hizo su debut oficial el 15 de septiembre precisamente contra Levadiakos, siendo expulsado en los últimos minutos del partido tras una segunda tarjeta amarilla pero contribuyendo a 0 – 0 al detener varios tiros, incluyendo uno desde el punto de penalti.
En el verano de 2014 Jonathan regresa a España, uniéndose al Getafe CF por un año.
.

## Clubes
| Club                 | País   | Periodo   | Partidos |
| -------------------- | ------ | --------- | -------- |
| Alcázar CF           | España | 1995-1996 |          |
| Valencia Cadete      | España | 1996-1997 |          |
| Valencia B           | España | 1997-2001 | 95       |
| CD Numancia→(cesión) | España | 2001-2002 | 29       |
| Real Oviedo→(cesión) | España | 2002-2003 | 34       |
| Valencia B           | España | 2003-2005 | 46       |
| Córdoba CF→(cesión)  | España | 2005-2006 | 19       |
| Albacete             | España | 2007-2009 | 48       |
| Levadiakos FC        | Grecia | 2009-2010 | 0        |
| CD Roquetas          | España | 2010-2011 | 25       |
| Burgos CF            | España | 2012      | 11       |
| Veria FC             | Grecia | 2012-2014 | 28       |
| Getafe CF            | España | 2014-2015 | 1        |
| Veria FC             | Grecia | 2015-2016 | 60       |

## Selección nacional
| Selección     | País   | Periodo   | Partidos (goles) |
| ------------- | ------ | --------- | ---------------- |
| España sub-15 | España | 1996-1997 | 4 (0)            |
| España sub-16 | España | 1997-1998 | 3 (0)            |
| España sub-17 | España | 1998-1999 | 7 (0)            |
| España sub-18 | España | 1999-2000 | 7 (0)            |